# Marcello Gazzola
Marcello Gazzola (Borgo Val di Taro, 3 de abril de 1985) es un exfutbolista italiano que jugaba de defensa.
Jugó con el Catania, el Sassuolo y el Parma en la Serie A, disputando cinco temporadas consecutivas en la élite con el club verdinegro. En Parma fue donde terminó su carrera, anunciando su retirada en octubre de 2020.

## Clubes
| Club                     | País   | Año       |
| ------------------------ | ------ | --------- |
| S. S. Sambenedettese     | Italia | 2004-2005 |
| S. S. C. Venezia         | Italia | 2005-2006 |
| Sassari Torres 1903      | Italia | 2007      |
| Calcio Catania           | Italia | 2007-2009 |
| Avellino Calcio (cedido) | Italia | 2008-2009 |
| Ascoli Calcio            | Italia | 2009-2011 |
| U. S. Sassuolo Calcio    | Italia | 2012-2018 |
| Parma Calcio 1913        | Italia | 2018-2020 |
| Empoli F. C. (cedido)    | Italia | 2019-2020 |